# Calling All Stations
Calling All Stations — пятнадцатый и последний студийный альбом британской прог-рок-группы Genesis. Он был выпущен 1 сентября 1997 года лейблом Virgin Records и является их единственным альбомом с участием шотландского певца Рэя Уилсона в качестве фронтмена после ухода многолетнего барабанщика и вокалиста Фила Коллинза в 1996 году, что делает альбом единственным со времён Trespass, в котором Коллинз никоим образом не фигурирует.

## Список композиций
| №   | Название                       | Автор(ы)                 | Длительность |
| --- | ------------------------------ | ------------------------ | ------------ |
| 1.  | «Calling All Stations»         | Бэнкс, Резерфорд         | 5:43         |
| 2.  | «Congo»                        | Бэнкс, Резерфорд         | 4:52         |
| 3.  | «Shipwrecked»                  | Бэнкс, Резерфорд         | 4:23         |
| 4.  | «Alien Afternoon»              | Бэнкс, Резерфорд         | 7:53         |
| 5.  | «Not About Us»                 | Бэнкс, Резерфорд, Уилсон | 4:39         |
| 6.  | «If That's What You Need»      | Бэнкс, Резерфорд         | 5:12         |
| 7.  | «The Dividing Line»            | Бэнкс, Резерфорд         | 7:44         |
| 8.  | «Uncertain Weather»            | Бэнкс, Резерфорд         | 5:29         |
| 9.  | «Small Talk»                   | Бэнкс, Резерфорд, Уилсон | 5:02         |
| 10. | «There Must Be Some Other Way» | Бэнкс, Резерфорд, Уилсон | 7:55         |
| 11. | «One Man's Fool»               | Бэнкс, Резерфорд         | 8:54         |

## Отзывы критиков
| Оценки критиков               | Оценки критиков |
| Источник                      | Оценка          |
| ----------------------------- | --------------- |
| AllMusic                      | [ 1 ]           |
| Blender                       | [ 2 ]           |
| Chicago Tribune               | [ 3 ]           |
| Entertainment Weekly          | C−              |
| Rolling Stone                 | [ 5 ]           |
| The Rolling Stone Album Guide | [ 6 ]           |

Альбом был воспринят очень плохо большинством критиков. Стив Кноппер в своей рецензии в Chicago Tribune назвал альбом «бесформенной кляксой синтезаторных звуков» (a formless blob of synth sounds) и утверждал, что новый вокалист Рэй Уилсон «не имеет уверенности или личностных свойств, не говоря уже о дальновидности, чтобы отвратить извилистые идеи его коллег по группе». AllMusic и Rolling Stone отмечали, что Рэй Уилсон был достойной заменой Коллинзу как вокалист, но альбому в целом не хватает хорошего материала. Оба они отметили странное сочетание арт-рока и поп-музыки в альбоме, заявив, что музыкантам не удалось охватить любой из привлекательных элементов того или иного жанра. Rolling Stone назвал Calling All Stations «арт-рок-альбомом Mike and the Mechanics». В 2014 году Стиви Чик из The Guardian отверг альбом как «необъяснимый» (inexplicable).
В интервью 2019 года Тони Бэнкс сказал, что в альбоме есть «несколько очень хороших песен», но «в нем есть некая однородность, о которой я сожалею. В нем также есть один или два довольно слабых трека. Мы также выкинули два самых сильных трека, что было ошибкой». Резерфорд сказал, что он не жалеет о создании Calling All Stations, но из-за того, что его продажи были ниже, чем у предыдущих альбомов Genesis, он «почувствовал, что настроение на радио изменилось». Поскольку он считал, что Genesis уже «становится каталожным исполнителем», это повлияло на решение группы прекратить запись нового материала.

## Участники записи
- Рэй Уилсон — вокал
- Тони Бэнкс — клавишные, акустическая гитара, бэк-вокал
- Майк Резерфорд — гитара, бас-гитара, бэк-вокал

Приглашённые участники
- Nir Zidkyahu — Барабаны на треках 1-3, 4 (вторая часть), 5, 7, 10, 11; перкуссия на 2
- Nick D'Virgilio — Барабаны на треках 4 (первая часть), 6, 8, 9